# Rhyan White
Rhyan Elizabeth White (Sandy (Utah), 25 januari 2000) is een Amerikaanse zwemster. Ze vertegenwoordigde haar vaderland op de Olympische Zomerspelen 2020 in Tokio.

## Carrière
Bij haar internationale debuut, tijdens de Olympische Zomerspelen van 2020 in Tokio, eindigde White als vierde op zowel de 100 meter als de 200 meter rugslag.  Op de 4×100 meter wisselslag zwom ze samen met Lilly King, Claire Curzan en Erika Brown in de series, in de finale veroverden Regan Smith, Lydia Jacoby, Torri Huske en Abbey Weitzeil de zilveren medaille. Voor haar aandeel in de series werd White beloond met de zilveren medaille.

## Internationale toernooien
| Jaar | Olympische Spelen                                                                  | WK langebaan | WK kortebaan   | PanPacs | Pan-Amerikaanse Spelen |
| ---- | ---------------------------------------------------------------------------------- | ------------ | -------------- | ------- | ---------------------- |
| 2021 | 4e 100m rugslag · 4e 200m rugslag · 4×100m wisselslag · White zwom enkel de series |              | 13-18 december |         |                        |

## Persoonlijke records
Bijgewerkt tot en met 19 juni 2021
Langebaan
| Afstand          | Tijd    | Datum           | Plaats       |
| ---------------- | ------- | --------------- | ------------ |
| 50m rugslag      | 28,46   | 10 oktober 2018 | Buenos Aires |
| 100m rugslag     | 58,43   | 15 mei 2021     | Atlanta      |
| 200m rugslag     | 2.05,73 | 19 juni 2021    | Omaha        |
| 100m vlinderslag | 58,78   | 14 mei 2021     | Atlanta      |